# Vo (Venetien)
Vo (auch Vo’ oder Vò) ist eine nordostitalienische Gemeinde (comune) mit 3248 Einwohnern (Stand 31. Dezember 2023) in der Provinz Padua in Venetien. Die Gemeinde liegt etwa 20 Kilometer westsüdwestlich von Padua am Parco regionale dei Colli Euganei. Vo liegt im Nordwesten der Euganeischen Hügel und grenzt unmittelbar an die Provinz Vicenza.
Vo wurde am 21. Februar 2020 weltweit bekannt, als es unter Quarantäne gestellt und von Polizeikräften abgeriegelt wurde, nachdem in Vo Menschen am Corona-Virus erkrankt waren.

## Geschichte
Der Name der Gemeinde soll vom lateinischen Vadum stammen.
Während der COVID-19-Pandemie wurden 95 % der etwa 3400 Einwohner auf das Virus getestet, 88 Menschen hatten ein positives Testergebnis. Von Interesse für die Wissenschaft war zu diesem Zeitpunkt insbesondere, dass 50 bis 75 % der Infizierten keine oder kaum Krankheitssymptome zeigten.

## Gemeindepartnerschaft
Mit Parkano in Finnland besteht eine Gemeindepartnerschaft.

## Kuriosa
Vo und drei andere Gemeinden (Ne, Re und Ro) sind die italienischen Gemeinden mit den kürzesten (nur aus zwei Buchstaben bestehenden) Namen.

## Persönlichkeiten
- Concetto Pozzati (1935–2017), Maler und Grafiker